# Stella d’Italia
Stella d'Italia ("Ngôi sao nước Ý"), thường được biết đến dưới cái tên Stellone d'Italia ("Ngôi sao vĩ đại của nước Ý"), là một ngôi sao năm cánh màu trắng tượng trưng cho nước Ý trong nhiều thế kỉ. Nó là biểu tượng quốc gia cổ xưa nhất của nước Ý, nó có nguồn gốc từ thời Hi Lạp cổ đại khi sao Kim, được liên tưởng đến hướng Tây như ngôi sao Hôm, được mượn để tượng trưng cho Bán đảo Ý. Từ quan điểm ngụ ngôn, Stella d'Italia diễn tả cho tương lai tươi sáng của nước Ý.